# Маша и Мечока: Легендата за 12-те месеца
„Маша и Мечока: Легендата за 12-те месеца“ (на руски: Маша и Медведь в кино: 12 месяцев) е руска компютърна анимация от 2022 г. на студио „Анимакорд“, базирана на сериала „Маша и Мечока“ и е първият му кинопроект. Продължителността на проекта е 46 минути (22-минутен епизод, който е безпрецедентен за анимационен сериал, плюс 3 нови истории за Маша и Мечока със стандартна продължителност). Всички сериали са драматургично преплетени.
Премиерата на филма излиза на 15 декември 2022 г. На 1 юни 2023 г. излиза вторият филм „Маша и Мечока: Обичам сватби“.

## Сюжет
В новогодишната нощ всякакви чудеса са възможни! Можете дори да срещнете магическите пазители на природата – 12 месеца, които се събират само веднъж годишно. Така Маша се среща с малкия Януари, Властелинът на леда, докато Мечокът и другите горски обитатели се подготвят за незабравим празник.

## Актьорски състав
- Юлия Зуникова – Маша
- Борис Кутневич – Мечока
- Артьом Божутин – януари
- Лариса Брохман – декември
- Диомид Виноградов, Юлия Яблонская – месеци
- Никита Прозоровски – разказвач

## Маркетинг
Трейлърът на филма е публикуван в интернет в началото на ноември 2022 г.

## В България
В България филмът излиза по кината като последна част от компилацията „Маша и Мечока: Двойно забавление“ от „Про Филмс“ на 15 декември 2023 г.